# Pim Richter
Pim G. Richter (* vor 1972 in Lübeck) ist ein deutscher Drehbuchautor und Regisseur.

## Leben
Pim G. Richter studierte nach einer Lehre zum Bankkaufmann in Berlin Germanistik und Politikwissenschaft und arbeitete zunächst als Gymnasiallehrer. Seine Filmlaufbahn begann er 1982 als Autor, Regisseur und Produzent bei der Medienoperative und stellte dort Dokumentarfilme und Jugendprogramme für das deutsche Fernsehen her. Seit 1996 arbeitet er als Drehbuchautor. Er hat neben Serienfolgen für verschiedene deutschen Sendeanstalten insbesondere für die ARD-Krimireihe Tatort diverse Drehbücher geschrieben.

## Filmografie

### Drehbuch
- 1998: Jets – Leben am Limit
- 2000: Tatort – Von Bullen und Bären
- 2001: Tatort – Verhängnisvolle Begierde
- 2001: Tatort – Totenmesse (zusammen mit Andreas Pflüger)
- 2001: Tatort – Berliner Bärchen (zusammen mit Andreas Pflüger)
- 2002: Tatort – Zahltag
- 2002: SOS Barracuda – Liebesgrüße aus Palma (zusammen mit Andreas Pflüger)
- 2002: SOS Barracuda – Die Tränen der Kleopatra
- 2003: Tatort – Atlantis  (zusammen mit Daniela Mohr)
- 2003: Ein starkes Team – Sicherheitsstufe 1
- 2004: Tatort – Tiefer Fall
- 2004: Tatort – Rosenholz
- 2005: Tatort – Kunstfehler
- 2006: Doppelter Einsatz – Überdosis Warten (zusammen mit Gerhard J.Rekel)
- 2011: Tatort – Gestern war kein Tag (zusammen mit Daniela Mohr)
- 2018:  Sieben Stunden (zusammen mit Christian Görlitz)

### Regie
- 1993: Waidgenossen – Szenen einer männlichen Landschaft
- 1994: Räder müssen rollen – Fahrplanmäßig in den Tod
- 1995: Fünf Jahre – Ein Leben (zusammen mit Andreas Pflüger)
- 1997: Mein großer Bruder – Nachdenken über einen Täter (zusammen mit Andreas Pflüger)